# Hypno5e
Hypno5e, parfois stylisé HYPNO5E, est un groupe de metal expérimental français, originaire de Montpellier. Ses membres le qualifient de groupe de « metal cinématique », car il est formé afin d'allier deux de leurs passions : la musique et le cinéma. Les paroles de leurs chansons sont en français, anglais et espagnol, et incorporent des extraits de diverses œuvres littéraires et cinématographiques (L'Étranger d'Albert Camus, Pierrot le Fou de Jean-Luc Godard...). La plupart des membres du groupe font aussi partie du projet parallèle A Backward Glance on a Travel Road.

## Biographie
Le groupe se forme en 2003 autour d’Emmanuel Jessua, qui avait déjà le nom Hypno5e en tête. Le bassiste Cédric « Gredin » Pages rejoint le groupe, six mois plus tard. Le groupe publie son premier album studio, intitulé Des deux l'une est l'autre, en 2007. Jonathan Maurois arrive ensuite à la guitare avant l’enregistrement de leur deuxième album studio, Acid Mist Tomorrow.
L'un des déclencheurs de la reconnaissance arrive avec une tournée principalement française en 2013 où Hypno5e joue en première partie de Gojira. Hypno5e se produit pour la première fois au Hellfest en 2015 sur la scène de l’Altar. L’album Shores of the Abstract Lines sort en 2016 avec un an de retard sur les prévisions du groupe. En effet, contrairement aux albums précédents, ils décident de travailler avec un producteur, dont les méthodes s’avèrent peu compatibles avec leur vision de l’enregistrement et du mixage de leur musique. 
En 2018 sort le film Alba - Les ombres errantes, ainsi que l'album du même nom, reprenant les pistes du film. Il s'agit d'un album acoustique produit avec leur groupe A Backward Glance on a Travel Road. L'année suivante, le 22 novembre 2019 paraît A Distant (Dark) Source, leur cinquième album en collaboration avec le label Pelagic Records. Un sixième album studio intitulé Sheol est publié le 24 février 2023.

## Récompenses
- 2012 : l'album Acid Mist Tomorrow est classé meilleur album de l'année par les lecteurs du site www.metalorgie.com.
- 2016 : l'album Shores of the Abstract Line est classé 8e meilleur album de l'année par les lecteurs du site www.metalorgie.com[9] et 10e meilleur album de l'année par la rédaction du site[10]

## Membres

### Membres actuels
- Emmanuel Jessua – chant, guitare (depuis 2003)
- Jonathan Maurois – guitare (depuis 2011)
- Pierre Rettien – batterie (depuis 2022)
- Charles Villanueva – basse (depuis 2022)

### Anciens membres
- Thibault Lamy – batterie (2003–2012)
- Jérémie Lautier – guitare (2004–2010)
- Cédric Pages (aka Gredin) – basse, chants additionnels (2005–2022)
- Théo Begue – batterie (2012–2021)
- Maxime Mangeant – batterie (2021–2022)

## Clips
Tous leurs clips sont réalisés par Emmanuel Jessua.
- 2012 : Daybreak at slaughterhouse (extrait de Des deux, l'une est l'autre)
- 2012 : Story of the Eye (extrait de Acid Mist Tomorrow)
- 2016 : South Shore - Blind Man's Eye (extrait de Shores of the Abstract Line)
- 2016 : Central Shore - Tio (extrait de Shores of The Abstract Line)
- 2018 : Los Heraldos Negros (extrait de Alba - Les Ombres Errantes)
- 2019 : A Distant Dark Source (extrait de A Distant (Dark) Source)
- 2019 : Tauca - Part II (Nowhere) (extrait de A Distant (Dark) Source)
- 2022 : Sheol - Part II (extrait de Sheol)